# Суахили (народ)

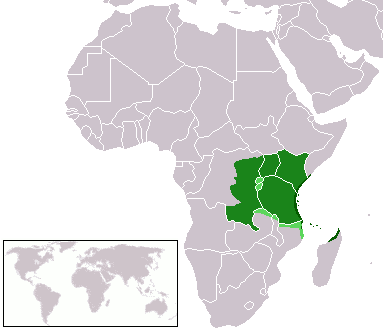
Территории, занимаемые народом суахили

Суахили (самоназвание —  васуахили; суахили Waswahili)  — народ группы банту, в основном населяющий побережье Восточной Африки (в Танзании, в том числе острова Занзибара, Кении, на севере Мозамбика и юге Сомали). Как отмечают, данная народность примечательна своими значительными внутренними культурными различиями при единстве языка (или его диалектов).

## Происхождение
Суахили — потомки аборигенного населения береговой полосы и островов Занзибар, Пемба, Мафия, смешавшиеся с переселявшимися сюда с первых веков н. э. индийцами, арабами, персами, а также с представителями разных племён, вывезенными арабами в качестве рабов из внутренних областей Африки. Относятся к негрской расе большой негроидной расы.
Этноним «суахили» существует примерно с XII века, он происходит от арабского слова «сахиль» — берег и означает «береговые жители».

## Территория проживания
Суахили проживают в Восточной Африке, населяя в основном побережье Кении, Танзании, частично Мозамбика, а также близлежащие острова. В основном в городских районах Ламу, Малинди, Момбаса, Танги (материковой части Танзании), на острове Занзибар и в Дар-эс-Саламе. За последние несколько десятилетий тысячи представителей суахили мигрировали на Ближний Восток, Европу и Северную Америку в основном по экономическим причинам.

## Язык
Язык суахили (кисуахили) получил широкое распространение в странах Восточной Африки: Танзании, Кении и Уганде.
Современный суахили пользуется латиницей, введённой европейскими миссионерами в середине XIX в. Ранее, с X в., использовалось арабское письмо (старосуахильское письмо).

## Численность населения
Общая численность народа суахили неизвестна, так как нередко к ним причисляют себя люди, говорящие на языке суахили, но принадлежащие к другим народам.

## Религиозные верования
Большинство представителей народа суахили — мусульмане-сунниты, исповедующие ислам с XV в. Принятие ислама суахили происходило не в механическом заимствовании догматов ислама, а в диалектическом взаимодействии. Ислам успешно наложился на субстрат местной традиции, с верховным божеством Мунгу и верой в духов. В итоге при соблюдении норм ислама, в силе остались и важные древние традиции: инициация (суахили jando), обрядовое искусство нгома (суахили ngoma), культ духов ветра-пепо (суахили pepo).

## История
Западные историки разделяют мнение о том, что самым известным родом, положившем начало исламской суахильской цивилизации, был род афро-ширазитов. В средние века суахили составили этническую основу таких городов-государств в Восточной Африке, как Килва, Пате, Малинди и других, утративших независимость в XIX веке.
Наряду с формированием народа суахили сформировался и его язык. Среди народа суахили все ещё живут распространённые ширазитами иранские традиции, например, в Занзибаре, как и в Иране, в сезон посева и обработки земли, помимо лунного, используется и солнечный календарь, а Новый год в некоторых занзибарских племенах начинается весной, как в Иране. Они придерживаются одинаковых с иранцами традиций. На сегодня язык суахили содержит сотни персидских слов.

## Традиционные занятия
Основное занятие суахили — земледелие. Плодородная почва побережья весьма благоприятна для выращивания кокосовых пальм, фруктовых деревьев и производства пряностей. Развиты судоходство и рыболовный промысел. Значительная часть суахили живёт в городах, занимается ремеслом, торговлей, работает на промышленных предприятиях.

## Традиционная одежда
Основная часть населения предпочитает хлопковые отрезы ткани, сшивать которые не нужно. Существует несколько видов таких отрезов, самый распространённый — канга, являющийся излюбленным атрибутом одежды у суахили, особенно у женщин этого народа. Суахили предпочитают ткани оранжевого, коричневого и зелёного цветов. На кангах могут присутствовать тексты, обычно представляющие собой различные житейские мудрости (суахили «Liya na tabia yako usilaumu wenzako» — «Не обвиняйте других в проблемах, которые вы создали сами»;  — суахили «Naogopa simba na meno yake, siogopi mtu kwa maneno yake» — «Я боюсь льва за его челюсти, но я не боюсь человека за его слова») и даже политические лозунги. При этом надписи на платье, как правило, сочетаются со специальным орнаментом, цветовое исполнение которого может меняться в зависимости от общего смысла, который хочет вложить в него владелец такого костюма. Чаще всего носят сразу две канги: один отрез завязывают в виде юбки, второй — используют как накидку.
Помимо канги, женщины носят длинные юбки из ткани китенге (суахили kitenge), на которых обычно нет никаких надписей, а орнамент не настолько агрессивен, как на канге. Также из китенге изготавливаются мужские рубахи дашики (суахили dashiki), украшающиеся вышивкой и штаны. Также с дашики, помимо штанов мужчины носят юбку кикой (суахили kikoi).

## Традиционная кухня
На кухню суахили повлияли африканские, среднеазиатские и индийские традиции. Основой рациона является рис. Готовится с кокосовым молоком и подаётся с мясом в томатном соусе и фасолью. Также используются овощи (окра и шпинат), фрукты (манго, кокосы, ананасы) и пряности (гвоздика, кардамон, острый перец). Рыба также занимает центральное место в рационе. Куриное и козье мясо пользуются особой популярностью на праздниках. Сладкий чай с молоком подаётся несколько раз в день. Суахили, как и всем мусульманам, запрещено употребление свинины и алкоголя. У членов одного суахильского клана из северной Кении существует табу на употребление рыбы.